# Émile Courtois
Émile Alcide Courtois (ur. 4 lipca 1918 w Huy, zm. 25 czerwca 2005 w Dinant) – belgijski zapaśnik walczący w stylu klasycznym. Olimpijczyk z Helsinek 1952, gdzie zajął siódme miejsce w kategorii do 79 kg.

## Letnie Igrzyska Olimpijskie 1952
| Konkurencja          | Rundy eliminacyjne | Rundy eliminacyjne       | Rundy eliminacyjne     | Klas. końcowa |
| Konkurencja          | Przeciwnik I       | Przeciwnik II            | Przeciwnik III         | Miejsce       |
| -------------------- | ------------------ | ------------------------ | ---------------------- | ------------- |
| 79 kg styl klasyczny | wolny los Z        | Ercole Gallegati (ITA) P | Nikołaj Biełow (URS) P | 7.            |